# Marika Kolterjahn
Lena Marika Kolterjahn, född 4 juli 1974 i Dalarna, är en svensk författare och socionom. 

## Priser och utmärkelser
- Slangbellan 1999